# Szlovén labdarúgókupa
A szlovén labdarúgókupa vagy szlovén kupa (hivatalos nevén Pokal Nogometne zveze Slovenije) a legrangosabb nemzeti labdarúgókupa Szlovéniában, amelyet először 1991-ben rendeztek meg. Előtte a jugoszláv kupában szerepeltek a szlovén csapatok. A legsikeresebb klub az NK Maribor, amely eddig 9 alkalommal hódította el a trófeát.
A szlovén kupa az ország második legrangosabb labdarúgó versenykiírása, a szlovén bajnokság után. A kupa győztese jogán Horvátország csapatot indíthat a következő évi Európa-ligában.

## Rendszere
A kupa versenykiírását a Szlovén labdarúgó-szövetség végzi. A sorozatban összesen 28 csapat indul, mely a következőképen néz ki:
- A 18 alacsonyabb osztályú csapat, akik regionális selejtezők után kerülnek az országos főtáblára.
- A 10 első osztályú csapat.

A 18 regionális győztest illetve az első osztály utolsó hat helyén álló csapatot az első fordulóban  párosítják össze. Egyetlen mérkőzés dönt a továbbjutásról és amennyiben 90 perc után döntetlenre állnak a felek, következik a kétszer 15 perces hosszabbítás. Ha itt sem dől el a párharc sorsa, akkor tizenegyesrúgásokkal döntenek a továbbjutásról.
A második fordulóban –ami a nyolcaddöntőnek felel meg– csatlakozik a szlovén bajnokság 1–4. helyén álló klub.
- Negyeddöntők - 8 csapat (A nyolcaddöntők győztesei) Innentől kezdve oda-visszavágós alapon döntenek a továbbjutásról.
- Elődöntők - 4 csapat (A negyeddöntők győztesei)
- Döntő  - 2 csapat (Az elődöntők győztesei)

2005 óta a döntőben egy mérkőzésen dől el a kupa sorsa. 1994 és 2004 között még oda-vissza mérkőztek meg egymással a csapatok.

## Eddigi győztesek
| Szezon  | Győztes               | Eredmény    | Ezüstérmes             |
| ------- | --------------------- | ----------- | ---------------------- |
| 1991/92 | Branik Maribor        | 0-0 t (4-3) | Olimpija Ljubljana     |
| 1992/93 | Olimpija Ljubljana    | 2-1         | NK Celje               |
| 1993/94 | NK Maribor            | 0-1, 3-1    | NK Mura Murska Sobota  |
| 1994/95 | NK Mura Murska Sobota | 1-1, 1-0    | NK Celje               |
| 1995/96 | Olimpija Ljubljana    | 1-0, 1-1    | NK Primorje Ajdovscina |
| 1996/97 | NK Maribor            | 3-0, 0-0    | NK Primorje Ajdovscina |
| 1997/98 | Rudar Velenje         | 1-2, 3-0    | NK Primorje Ajdovscina |
| 1998/99 | NK Maribor            | 3-2, 2-0    | Olimpija Ljubljana     |
| 1999/00 | Olimpija Ljubljana    | 1-2, 2-0    | Korotan Prevalje       |
| 2000/01 | HIT Gorica            | 0-1, 4-2    | Olimpija Ljubljana     |
| 2001/02 | HIT Gorica            | 4-0, 2-1    | Aluminij Kidricevo     |
| 2002/03 | Olimpija Ljubljana    | 1-1, 2-2    | NK Celje               |
| 2003/04 | NK Maribor            | 4-0, 3-4    | NK Dravograd           |
| 2004/05 | NK Celje              | 1-0         | ND Gorica              |
| 2005/06 | NK Koper              | 1-1 t (5-3) | NK Celje               |
| 2006/07 | NK Koper              | 1-0         | NK Maribor             |
| 2007/08 | Interblock Ljubljana  | 2-1         | NK Maribor             |
| 2008/09 | Interblock Ljubljana  | 2-1         | NK Koper               |
| 2009/10 | NK Maribor            | 3-2 hu      | NK Domžale             |
| 2010/11 | NK Domžale            | 4-3         | NK Maribor             |
| 2011/12 | NK Maribor            | 2-2 t (3-2) | NK Celje               |
| 2012/13 | NK Maribor            | 1-0         | NK Celje               |
| 2013/14 | HIT Gorica            | 2-0         | NK Maribor             |
| 2014/15 | NK Koper              | 2-0         | NK Celje               |
| 2015/16 | NK Maribor            | 2-2 t (7-6) | NK Celje               |
| 2016/17 | NK Domžale            | 1-0         | NK Olimpija Ljubljana  |
| 2017/18 | NK Olimpija Ljubljana | 6-1         | NK Aluminij            |
| 2018/19 | NK Olimpija Ljubljana | 2-1         | NK Maribor             |
| 2019/20 | NŠ Mura               | 2-0         | Nafta                  |
| 2020/21 | NK Olimpija Ljubljana | 2-1         | NK Celje               |
| 2021/22 | NK Koper              | 3-1         | NK Bravo               |
| 2022/23 | NK Olimpija Ljubljana | 2-1 hu      | NK Maribor             |
| 2023/24 | NK Rogaška            | 1-1 t (6-5) | ND Gorica              |
| 2024/25 | NK Celje              | 4-0         | NK Koper               |

* hu: Hosszabbítás után
* t: Tizenegyesrúgások után

### Dicsőségtábla
| Klub                 | Győztes | Ezüstérmes | Győztes évek :                                                                  |
| -------------------- | ------- | ---------- | ------------------------------------------------------------------------------- |
| NK Maribor           | 9       | 6          | 1991–92, 1993–94, 1996–97, 1998–99, 2003–04, 2009–10, 2011–12, 2012–13, 2015–16 |
| Olimpija             | 4       | 3          | 1992–93, 1995–96, 1999–00, 2002–03                                              |
| NK Koper             | 4       | 2          | 2005–06, 2006–07, 2014-15, 2021-22                                              |
| Olimpija Ljubljana   | 4       | 1          | 2017–18, 2018–19, 2020–21, 2022–23                                              |
| ND Gorica            | 3       | 2          | 2000–01, 2001–02, 2013-14                                                       |
| NK Celje             | 2       | 9          | 2004–05, 2024–25                                                                |
| NK Domžale           | 2       | 1          | 2010–11, 2016–17                                                                |
| Interblock Ljubljana | 2       | 0          | 2007–08, 2008–09                                                                |
| NK Mura              | 1       | 1          | 1994–95                                                                         |
| Rudar Velenje        | 1       | 0          | 1997–98                                                                         |
| NŠ Mura              | 1       | 0          | 2019–2020                                                                       |
| NK Rogaška           | 1       | 0          | 2023–2024                                                                       |
| NK Primorje          | 0       | 3          |                                                                                 |
| Korotan Prevalje     | 0       | 1          |                                                                                 |
| Aluminij Kidricevo   | 0       | 2          |                                                                                 |
| NK Dravograd         | 0       | 1          |                                                                                 |

## Lásd még
- Szlovén labdarúgó-szuperkupa

## Külső hivatkozások
- Kupadöntők és eredmények az rsssf.com-on (angolul)